# Bầu cử tổng thống Hàn Quốc 2012
Bầu cử tổng thống Hàn Quốc 2012 diễn ra vào 19 tháng 12 năm 2012 với sự tham gia của số lượng cử tri đông nhất từ trước đến nay. Có 30,3 triệu cử tri trong tổng số 40,5 triệu cử tri Hàn Quốc đã đi bỏ phiếu, đạt 75,84%. Đây là cuộc tranh đua vào chức vụ Tổng thống Hàn Quốc giữa hai ứng cử viên sáng giá nhất là bà Park Geun-hye của Đảng Thế giới mới cầm quyền và ông Moon Jae-in của Đảng Dân chủ Thống nhất.
Theo kết quả sơ bộ, bà Park Geun-hye được 51,6% số phiếu bầu, trong khi ứng cử viên Moon Jae In được 48,0%. Park Geun-hye trở thành phụ nữ đầu tiên thắng cử Tổng thống Hàn Quốc. Cương lĩnh tranh cử của bà Park Geun-hye tập trung vào những vấn đề cơ bản gồm thành lập một chính phủ năng động và khôi phục lòng tin của người dân thông qua cải cách chính trị, xây dựng một xã hội không có sự phân biệt đối xử, nâng cao hiệu quả hoạt động của các doanh nghiệp vừa và nhỏ, thực hiện kinh tế công bằng, đảm bảo động lực tăng trưởng thông qua mô hình kinh tế sáng tạo và tạo ra nhiều việc làm, hướng tới một nền giáo dục hạnh phúc, hệ thống phúc lợi đảm bảo các quyền của người dân, bảo đảm hòa bình trên bán đảo Triều Tiên trên cơ sở tin cậy lẫn nhau.